# 凤凰台遗址
凤凰台遗址，位于山东省济宁市任城区南张镇凤凰台村，是中华人民共和国山东省文物保护单位之一。
2006年12月7日，授予山东省文物保护单位，是一座古遗址。